# Tony Huntjens
Pour les articles homonymes, voir Huntjens.
Antoon J. « Tony » Huntjens (1er janvier 1939 à Limburg aux Pays-Bas) est un homme politique canadien d'origine néerlandaise, anciennement député progressiste-conservateur de Charlotte-Campobello à l'Assemblée législative du Nouveau-Brunswick.

## Biographie
Tony Huntjens est membre du Parti progressiste-conservateur du Nouveau-Brunswick. Il est réélu le 18 septembre 2006, lors de la 56e élection générale, pour représenter la circonscription de Charlotte-Campobello à l'Assemblée législative du Nouveau-Brunswick, dans la 56e législature. Il n'est pas candidat lors de la 57e élection générale, en 2010.